# Chokwe
|  | Per a altres significats, vegeu «chokwe (grup humà)». |

El chokwe és una llengua que parla el grup ètnic homònim als estats de la República Democràtica del Congo, d'Angola, de Namíbia i de Zàmbia. El seu codi ISO 639-3 és cjk. El chokwe també s'anomena amb els següents noms: cokwe, tshokwe, tschiokwe, shioko, djok, imo, kioko, quioco i tschiokloe.

## Distribució dels parlants
La població total que parla la llengua chokwe és d'1.009.580 persones.
A la República Democràtica del Congo hi ha 504.000 chokwe-parlants (1990) La majoria viuen a prop de la frontera amb Angola, a les províncies de Bandundu, Kasai Occidental i Katanga.
A Angola hi ha 455.800 chokwe-parlants (1991). La majoria d'aquests estan al nord-est del Districte de Lunda. També n'hi ha a l'est de Bié, a l'oest de Moxico i a la zona central de Cuando Cubango. També s'hi parla el dialecte minungo.
A Zàmbia hi ha uns 44.200 chokwe-parlants (1986). Estan a la província del Nord-oest, a l'est de Mbunda. També es parla el dialecte Minungo.

## Classificació
El chokwe és una llengua bantú. La seva classificació completa és: Niger-Congo, Atlàntic-Congo, Volta-Conto, Benue-Congo, Bantoid, Meridional, Narrow Bantu, Central, K, Chokwe-Luchazi (K.20)

## Família lingüística
Forma part de les llengües Chokwe-Luchazis que són llengües bantus del grup K, juntament amb el mbwela, el Nyemba, luvale, mbunda, nyengo, el luimbi, el nyengo, el nkangala, el yauma i el lucazi. Totes elles són llengües bantus centrals.